# Punta Gorda (Belize)
Punta Gorda ist die südlichste Stadt in Belize (Mittelamerika), an der Grenze zu Guatemala und gleichzeitig Hauptstadt der Provinz Toledo. 2022 hatte sie 5406 Einwohner.
Bis 1823 war es nur ein kleines Dorf, dann siedelten sich Garifuna-Emigranten aus Honduras an. Die meisten Einwohner sprechen Belize-Kreol (Kriol) oder Englisch Garifuna, East Indian, Belize-Creolen (Kriol) und Maya.
Die Einwohner sind größtenteils katholisch. Die Gemeinde trägt den Namen St. Peter Claver Catholic Parish.

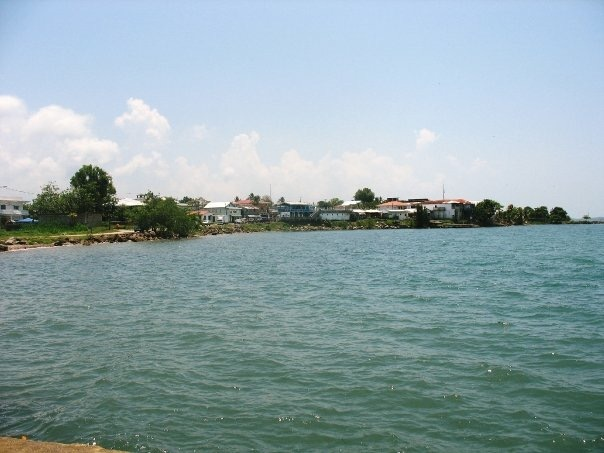
Punta Gorda vom Fisherman’s Pier.

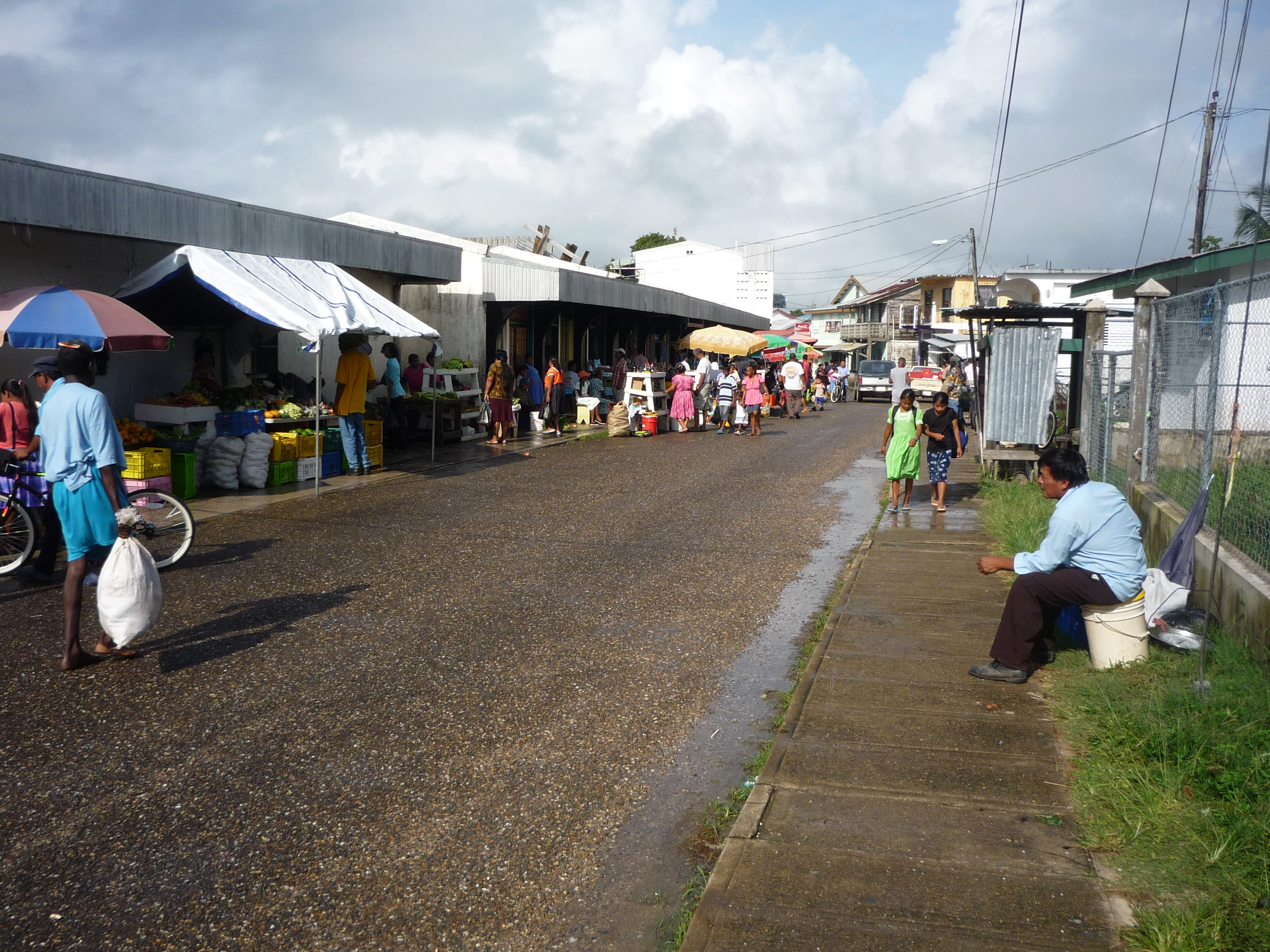
Punta Gorda Markt

## Klima
Das Klima ist tropisch. Nach dem Köppen-Geiger-System wird es mit der Kurzbezeichnung Af beschrieben, vergleichbar zum Klima im Amazonasbecken, mit hohen Niederschlägen und Temperaturen immer über 25 °C.
|                       | Jan   | Feb  | Mär  | Apr  | Mai   | Jun   | Jul   | Aug  | Sep   | Okt   | Nov   | Dez   |   |         |
| Mittl. Tagesmax. (°C) | 28,3  | 29,1 | 30,4 | 31,9 | 32,5  | 32    | 31,3  | 31,8 | 32,1  | 31,2  | 29,9  | 28,6  | ⌀ | 30,8    |
| Mittl. Tagesmin. (°C) | 18,9  | 19,3 | 19,9 | 21,4 | 22,7  | 23,4  | 23,1  | 22,9 | 23    | 22,5  | 20,9  | 19,8  | ⌀ | 21,5    |
|                       |       |      |      |      |       |       |       |      |       |       |       |       |   |         |
| Niederschlag (mm)     | 136,2 | 99,6 | 64,5 | 95,9 | 210,1 | 508,1 | 754,1 | 702  | 557,7 | 339,6 | 251,8 | 186,8 | Σ | 3.906,4 |

| 18,9 |

| 19,3 |

| 19,9 |

| 21,4 |

| 22,7 |

| 23,4 |

| 23,1 |

| 22,9 |

| 23 |

| 22,5 |

| 20,9 |

| 19,8 |

| 18,9 |

| 19,3 |

| 19,9 |

| 21,4 |

| 22,7 |

| 23,4 |

| 23,1 |

| 22,9 |

| 23 |

| 22,5 |

| 20,9 |

| 19,8 |

## Wirtschaft
Punta Gorda ist eine Hafen- und Fischer-Stadt und ein Ausgangspunkt um Maya-Ruinen (z. B. Lubaantun) zu besichtigen oder Regenwaldtouren zu unternehmen. Jeden Mai veranstaltet die Stadt das Toledo Cacao Festival, am Wochenende des Commonwealth Day.

## Verkehr
Punta Gorda ist der Haupthafen für den Zugang zum Toledo und die Southern Cayes vor der Küste. Es gibt einen kleinen Flughafen (Punta Gorda Airport) der von den lokalen Fluglinien Maya Island Air und Tropic Air angeflogen wird. Es besteht keine Straßenverbindung nach Guatemala, obwohl Livingston nur circa 20 km Luftlinie entfernt ist.

## Persönlichkeiten
- Paul Nabor, Musiker des Paranda
- Leela Vernon, Belizes „Queen of Brukdown“

## Bildung
Punta Gorda hat drei Grundschulen: St. Peter Claver School, Bethel Seventh Day Adventist School, und Punta Gorda Methodist School. Es gibt auch eine Highschool, das Toledo Community College und einen Campus der University of Belize.